# G-Music
G-Music Limited es una empresa construida en el año 2002 por Rose Records y Tachung Records, ambos son los más grandes minoristas de música local y cadenas de venta por mayor en Taiwán. Las armas físicas por menor se han mantenido separadas, para bases de diferentes clientes y la identidad de marca, pero el negocio de comercio electrónico minorista, mayorista y distribuidor es unificado como Rose Tachung Records.
Las dos cadenas originalmente se unieron para crear, el G-Music Chart (Mandarín:風雲榜 fēngyúnbǎng). Las cadenas tenían alrededor de 60 lugares en el año 2002. La red de Tachung incluye una única tienda especialista en discos clásicos de Taiwán, enfrente de la Taipei YMCA en Hsu Chang St. G-Music Chart sigue siendo la carta de registro más popular de Taiwán.

## G-Music Chart
La G-Music Chart primero fue publicada oficialmente el 7 de julio de 2005 y compilado los lanzamientos de CD vendidos físicamente superiores en Taiwán (incluyendo ambos álbumes y los lanzado físicamente). Se publican sólo las 20 primeras posiciones, y en lugar de ventas, un ranking de porcentaje aparece junto a cada versión. Por ejemplo, en la semana 52 de 2006 Born To Love el puesto número uno, vendida el 25,46% de los CD vendidos en Taiwán esta semana. La lista principal de G-Music es Combo Chart (Mandarín: 綜合榜 zònghé bǎng), alinea todas las ventas de música, independientemente de su idioma, país de origen o género.